# Lezgini
Lezgini su narod koji živi u Kavkazu u predjelima oko rijeke Samur. Ova oblast poznata je i pod nazivom Lezgistan. Računa se da ima oko 800 000 Lezgina, a od njih otprilike polovica živi u ruskoj republici Dagestanu, dok dsu ostali naseljeni u Azerbajdžanu. Prema popisu stanovništva u Rusiji je 2010. živjelo 385 240 Lezgina u Dagestanu, a u cijeloj Rusiji njih 473 722.
Legzijski jezik dio je skupine sjevernoistočnokavkaskih jezika.

## Povijest
U 8. stoljeću Legzini su prešli na sunitski islam. Kasnije su pali pod utjecaj Gruzijaca i Armenaca koji su ih neuspješno nastojali obratiti na kršćanstvo. U 16. stoljeću osvojile su ih Osmanlije, a kasnije Iranci.
Početkom 19. stoljeća ova regija potpala je pod rusku vrhovnu vlast. Granica uz rijeku Samur bila je prvotno ruska, a potom i granica unutar sovjetskih upravnih granica.
Poslije proglašenja neovisnosti Azerbajdžana Lezgini su se našli u dvjema državama. Azerbajdžanski Lezgini izloženi su procesu asimilacije i bolje su integrirani i obrazovani u usporedbi s ruskim.

## Poznati Lezgini
- Sulejman Kerimov (* 1966.) – ruski poduzetnik, oligarh i političar